# Laurocerasus jenkinsii
Laurocerasus jenkinsii là loài thực vật có hoa trong họ Hoa hồng. Loài này được (Hook. f. & Thomson) Browicz mô tả khoa học đầu tiên năm 1970.